# Dans l'canyon
Crash Canyon où Dans l'canyon au Québec (Crash Canyon) est une série télévisée d'animation canadienne en 26 épisodes de 22 minutes créée par Phil Lafrance, Jamie LeClaire et Kyle MacDougall, produite par Breakthrough Entertainment, et diffusée en français à partir du 8 septembre 2011 dans le bloc de programmation Télétoon la nuit sur Télétoon, et en anglais à partir du 18 septembre 2011 dans le bloc de programmation Teletoon at night sur Teletoon, jusqu'au 3 mars 2013.
En France, la série a été diffusée sur France 4.

## Synopsis
La série raconte l'histoire de la famille Gauthier, dont la caravane est tombée au fond d'un canyon. Les Gauthier rencontrent également d'autres personnes qui sont également dans la même situation qu'eux.

## Personnages
- Famille Gauthier
  - Norman "Norm" Gauthier (Norm Wendell en VO et VF): L'époux de Sheila et le père de Jaques et de Roxy. Il est Ingénieur (spécialisé dans la mécanique) et est le chef de la famille Gauthier. C'est un pacifiste à l'esprit extrêmement analytique qui tente toujours de régler ses problèmes grâce à la science, souvent avec peu de résultats.
  - Sheila Gauthier : L'épouse de Norman. Elle semble avoir beaucoup de mal à contrôler sa colère, cependant, il s'agit d'une personne gentille et une mère très aimante. Elle déteste grandement Bérangère.
  - Jacques Gauthier (Jake Wendell en VO et VF) : Fils de Norman et de Sheila, c'est un grand manipulateur opportuniste qui ne cesse de chercher plus de stratagèmes pour augmenter sa fortune considérable. Même quand il aide quelqu'un, c'est pour en retirer finalement quelque chose.
  - Roxy Gauthier : Fille de Norman et de Sheila. C'est en quelque sorte l'incarnation du stéréotype de l'adolescente populaire: elle est très égocentrique et se préoccupe beau coup de son image. Elle entretient également une grande rivalité fraternelle avec Jacques. Elle se plaint constamment des situations les plus banales comme s'il s'agissait des plus grandes injustices. Cependant, Il lui arrive de montrer de l'affection envers sa famille, même si c'est rare. Perline, Maïs et Roxy forment un groupe d'amies, mais c'est véritablement Roxy qui maintient le trio soudé. Elle a également un faible pour Roy Manville.
  - Fernand Gauthier (Vern Wendell en VO et VF) : Il est le cousin de Norman et il accompagnait la famille quand elle est tombée dans le canyon. Il souffre d'alcoolisme et d'obésité morbide, en plus d'avoir une sale caractère. Il se vante souvent de tout et de rien et a une intelligence très limitée, illustrée par ses nombreux commentaires stupides.
- Famille Butane
  - Sid Butane : Ancien chanteur populaire de Rock anglais, dont Sheila fût une fan dans le passé. Il a atterrit dans le canyon avec sa femme Emily quand son avion s'est écrasé. Il est peu intelligent et a un problème de drogues évident. Il semble également avoir du mal à suivre une conversation, puisqu'il finit souvent par répliquer avec un commentaire sans aucun rapport avec le contexte. Son hit le plus populaire fût I wanna punch a rainbow. Ses trois enfants sont nés dans le canyon.
  - Emily Butane : Épouse de Sid et la mère de ses enfants. Malgré son intellect limité, elle semble être le membre le moins stupide de sa famille. Elle est beaucoup plus responsable envers ses enfants que son mari.
  - Maïs Butane : La fille aînée de Sid et Emily Butane. En plus du manque d'intelligence caractéristique de sa famille, elle semble souffrir d'un grand manque d'amour et tente de le compenser en sortant avec des animaux ou en dessinant un petit ami.
  - Sylvain et Butch Butane : Les fils cadets de la famille Butane. Quand ils ne trainent pas avec Jacques ou Blandine, ils jouent à des jeux souvent stupides et toujours dangereux et mettent constamment leur vie en danger. Ils montrent souvent avoir un amour incestial envers leur grande sœur, Maïs, ou encore l'un envers l'autre. Ils sont probablement les habitants les plus stupides du canyon.
- Famille Manvile
  - Réginald Manville (Reginald Manderbelt en VO et VF) : Il est le chef de la famille Manville et le propriétaire des Industries Manville. Il est extrêmement arrogant et se vante sans cesse de sa richesse. Il invoque souvent l'excuse de sa richesse lors d'un conflit. Sa famille est tombée dans le canyon quand leur maison de campagne, qui se faisait remorquer et dans laquelle ils se retrouvaient, est tombée dans le canyon. Il est celui qui a décidé que les "tee" servirait de monnaie dans le canyon à la place de l'argent véritable.
  - Bérangère Manville (Beverly Manderbelt en VO et VF) : Elle est l'épouse de Réginald et la mère de Roy, Perline et Charles. Elle est très prétentieuse et a tendance à se placer au dessus des autres. Selon Réginald, elle a besoin d'être supérieure aux autres pour se sentir bien. Elle est paresseuse et demande souvent à Bjorn de faire la moindre tâche lui incombant (même quand cette tâche est de faire l'amour avec son mari). Il lui arrive également de se servir de son pouvoir de manière abusive (par exemple, lorsque le canyon a été frappé d'une épidémie, elle a ordonné la mise en quarantaine de près du trois quart des habitants du canyon). Elle a un faible amoureux assez étrange pour son propre fils, Roy. 
    -       - Bjorn : Il est le serviteur norvégien de la famille Manville. Il ne parle jamais et son expression faciale varie très peu. Il obéit aux ordres des Manvilles sans broncher, peu importe si lesdits ordres sont immoraux ou abusifs. Bien que méprisé par le couple Manville, il semble être respecté par le reste des habitants. Il est doté d'une force physique exceptionnelle et d'une résistance hors norme, donc quand les Manvilles lui donnent un ordre, rien n'arrive à l'arrêter. Son obéissance aveugle est étrange, puisqu'il ne reçoit aucun salaire ni reconnaissance.
      - Princesse : Le chat des Manvilles, à qui il manque deux pattes et sur qui Norman a installé deux roulettes pour les remplacer.

  - Roy Manville : Fils aîné de la famille Manville. C'est un jeune homme très séduisant physiquement, en plus d'être d'une nature assez gentille. Il semble être attiré par Roxy. D'ailleurs, lors du concours "Monsieur Dans l'Canyon", Roxy l'embrasse et il avoue plus tard avoir apprécié ce baiser, ce qui déclenche la jalousie de sa mère.
  - Perline Manville (Pristine Manderbelt en VO et VF) : Fille de Réginald et de Bérangère. Malgré son apparence correcte, elle est traitée comme très laide et est souvent mise à l'écart de sa famille par ses parents.
  - Charles Manville (Vaughn Manderbelt en VO et VF) : Fils cadet de la famille Manville. Il a de sérieux problèmes de discipline et de colère, frappant tout ce qui à sa portée, ce qu'il fait souvent après avoir crié "Je m'appelle Charles!", qui sont d'ailleurs les seuls mots qu'il dise. Ses parents ne font jamais quoi que ce soit pour le punir ou le discipliner.
- Autres personnages
  - Conrad Saint-Cyr (Colton Steel en VO) : Il est un astronaute de la NASA dont la capsule spatiale s'est écrasée dans le canyon. C'est le seul habitant du canyon de nationalité américaine, il est d'ailleurs très patriote. Il a une relation quasi-fraternelle avec son partenaire chimpanzé, Lippy, mais les deux sont dépendants émotionnellement l'un de l'autre.
  - Lippy : Le partenaire spatial de Conrad. Il est doux et a un faible pour Roxy, allant jusqu'à faire des caricatures dans une grotte les représentant tous les deux avec des enfants.
  - Réal: Il est un motard qui est tombé dans le canyon après une bousculade d'un ami. Il a un caractère agressif. Il semble également être doué pour tatouer. Il habite un taudis en tôle qu'il a construit.
  - Frida Sanchez : Elle est une jeune femme mexicaine à la sexualité particulièrement libérée qui a été mariée à un nombre indéterminé de fois. Elle habite la cantine dans laquelle elle est tombée dans le canyon et y prépare des repas pour tous les habitants dans des conditions hygiénique pauvres. Elle semble avoir eu des aventures avec Réal et Bjorn.
  - Nalapathe et Mario : Nalapathe est un barman/humoriste indien qui tient le seul bar du canyon. Il est également un ventriloque et fait agir sa marionnette, Mario, comme s'il s'agissait d'une personne vivante, et ce en tout temps. Il s'insulte régulièrement par le biais de Mario, qui est carrément un personnage de la série à part entière.
  - Hiko : C'est un vieil homme japonais. Il parle avec un fort accent et est souvent frustré du fait que les autres habitants ne se rendent pas compte qu'il est japonais, le considérant comme chinois ou coréen.
  - Sarah : C'est une meneuse de claques qui habite dans un autobus scolaire. Elle est en fait la mairesse élue de la communauté. Sa bonne humeur et sa pensée positive sont presque inaltérables. Elle est la professeure de l'école. Elle fait preuve d'un véritable don de soi dans l'organisation de la communauté et d'une grande gentillesse.
  - Pete et Carole: Ambulanciers de métiers, ils s'occupent de soigner les blessures et les maladies des habitants. Cependant, le professionnalisme ne semble pas les étouffer et font souvent preuve d'un certain manque de connaissance dans le domaine médical et même d'une certaine incompétence par moments. Ils sont tombés avec l'ambulance dans laquelle ils transportaient Coma Steve.
  - Coma Steve : Il est sous les soins de Pete et Carole depuis qu'il est tombé dans le coma à la suite de sa chute dans le canyon. Cependant, il est toujours conscient des évènements autour de lui. Les ambulanciers le traitent comme un objet.
  - Veuve McCain et l'Ours: Tombée à cause d'une tentative de suicide de son mari, McCain a rejeté le blâme sur un ours du canyon, qu'elle a trouvé en train de machouiller les vêtements de son mari. C'est une vieille femme au sale caractère et l'ours est à la fois son esclave et son souffre-douleur.
  - Angèle : Une femme qui est tombée dans le canyon après les Gauthier avec sa fille et son gérant, Stéphane. Elle a une personnalité se rapprochant de celle de Bérangère, mais sans la vanité venant d'une certaine fortune. Elle tente par tous les moyens de faire en sorte que sa fille Blandine devienne une star.
  - Blandine : Une jeune fille de l'âge de Jacques très vaniteuse qui a gagné un concours Mini-Miss. Elle est égoïste et bien qu'elle pense avoir du talent pour le chant, elle a une voix horrible.
  - Stéphane : Il est le gérant de Blandine et, en quelque sortes, l'incarnation du stéréotype de l'homosexuel. Il est également une parodie du français arrogant.

## Doublage
- Manon Arsenault : Sheila
- Marc-André Bélanger : Réginald / Pierre
- Émilie Bibeau : Perline / Maïs
- Patrick Chouinard : Conrad / Réal
- Geneviève Désilets : Bérangère / Sarah
- Éveline Gélinas : Roxy
- Sylvain Hétu : Veuve McGane
- Marika Lhoumeau : Frida
- Gilbert Lachance : Sid / Hiko / Royce
- Sébastien René : Jacques
- Paul Sarrasin : Norm / Fernand
- Manuel Tadros : Nalappat / Mario

 Source et légende : version québécoise (VQ) sur Doublage.qc.ca

### Doublage belge
- Michel Hinderyckx : Norman
- Ioanna Gkizas : Sheila
- Raphaëlle Bruneau : Jake
- Séverine Cayron : Roxy
- Jean-Michel Vovk : Veuve McGurk
- Karim Barras : Sid Butane
- Thierry Janssen : Oncle Vernon
- Monia Douieb : Beverly
- Claudio Dos Santos : Reginald
- Patrick Descamps : Earl
- Nathalie Stas : Frida
- Maia Baran
- Tony Beck
- Alessandro Bevilacqua
- Pierre Bodson
- Peppino Capotondi
- Olivier Cuvellier
- Alain Eloy
- Cécile Florin
- Nathalie Hons
- Angélique Leleux
- Laëtitia Liénart
- David Manet
- Stéphane Pelzer
- Nancy Philippot
- Grégory Praet